# Course Grenoble-Vizille
Grenoble-Vizille est une course à pied qui relie chaque année les villes de Grenoble et Vizille dans l'Isère sur une distance d'environ 22 kilomètres. 

## Histoire
La course rappelle un fait politique et historique remontant à 1788 lors des préludes de la Révolution française où près de 500 parlementaires durent marcher jusqu'à Vizille le matin du 21 juillet. Les députes de la province du Dauphiné empêchés de se réunir dans Grenoble après la journée des Tuiles du 7 juin, le propriétaire du château de Vizille, Claude Perier, met à leur disposition la salle du jeu de paume de son château afin qu'ils puissent tenir la réunion des états généraux du Dauphiné, évènement qui entrainera six mois plus tard la convocation des États généraux de 1789, et dont l'ouverture se déroule le 5 mai 1789 à Versailles. 
Ce parcours est également celui fait en sens inverse par Napoléon Ier lors de son retour de l'île d'Elbe le 7 mars 1815.

## Parcours
La course démarre boulevard Clémenceau, le long du parc Paul-Mistral, puis emprunte sur la gauche la très rectiligne avenue Jean-Perrot sur 4 080 mètres jusqu'à la montée de Tavernolles, hameau de Brié-et-Angonnes.

## Organisation
La course est présentée aux médias et au public dans les locaux du musée de la Révolution française.

## Palmarès
| Édition | Date | Hommes | Hommes                     | Hommes   | Femmes | Femmes                          | Femmes   |
| ------- | ---- | ------ | -------------------------- | -------- | ------ | ------------------------------- | -------- |
|         |      | Rang   | Athlète                    | Temps    | Rang   | Athlète                         | Temps    |
| 1re     | 2013 | 1er    | Mustapha Moumene           | 01:11:46 | 9e     | Magali Bernard                  | 01:20:19 |
| 2e      | 2014 | 1er    | Sergio Dias                | 01:11:56 | 20e    | Magali Bernard — 2e victoire    | 01:24:28 |
| 3e      | 2015 | 1er    | Eliud Sugut                | 01:11:20 | 19e    | Susan Kipsang                   | 01:21:54 |
| 4e      | 2016 | 1er    | Alaa Hrioued               | 01:12:19 | 30e    | Mercyline Jeronoh               | 01:26:01 |
| 5e      | 2017 | 1er    | Charles Kipangat           | 01:12:41 | 14e    | Mercyline Jeronoh — 2e victoire | 01:21:29 |
| 6e      | 2018 | 1er    | Alaa Hrioued — 2e victoire | 01:13:24 | 11e    | Mercyline Jeronoh — 3e victoire | 01:21:31 |
| 7e      | 2019 | 1er    | Ayaizom Fita               | 01:14:08 | 16e    | Nelly Jepkoech Mutai            | 01:24:23 |

En raison de la pandémie de maladie à coronavirus, la 8e édition en 2020 est annulée.